# Donald Faison
Donald Faison (né le 22 juin 1974 à New York, New York, États-Unis) est un acteur américain, de son nom complet Donald Adeosun Faison. Son rôle le plus connu est celui du chirurgien Christopher « Chris » Turk dans la sitcom Scrubs, le meilleur ami du Dr. John « J.D. » Dorian.

## Carrière

### Révélation comique (années 1990-2000)
Sa carrière d'acteur démarre très tôt lorsqu'il intègre des écoles artistiques pour enfants, dans sa ville natale (Children's School for the Development of Intuitive and God-Conscious Art et the Professional Children's School). 
En 1995, il accède à la célébrité avec le rôle de Murray dans la comédie Clueless, d'Amy Heckerling. Le film est un succès et une série télévisée est tirée du film. L'acteur accepte de reprendre son rôle dans cette fiction diffusée de 1996 à 1999, au bout de soixante-deux épisodes.

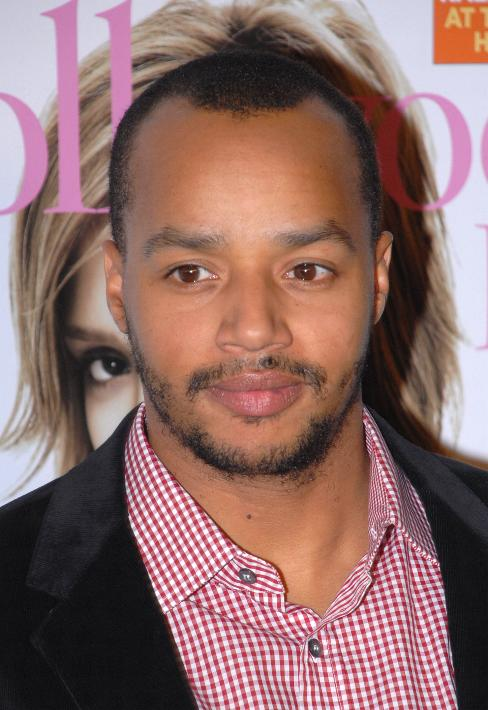
L'acteur en décembre 2007, aux Hollywood Life Magazine’s 7th Annual Breakthrough Awards.

En 2000, il apparait dans le drame sportif Le Plus Beau des combats.
Parallèlement, il apparait dans quelques épisodes de la série jeunesse Sabrina, l'apprentie sorcière, où il joue le petit ami de l'héroïne. Enfin, il prête sa voix pour le doublage de dessins animés. Il fait également des apparitions dans les clips Sittin' Up in My Room de Brandy Norwood, Santeria du groupe Sublime, Beat It du groupe Fall Out Boy et Chariot de Gavin Degraw.
À la fin de Clueless, il rebondit vers un rôle récurrent dans la série dramatique Felicity. Il y joue Tracy de la moitié de la saison 2 (2000) à la fin de la saison 3 (2001). Il quitte la série pour un rôle régulier dans une nouvelle sitcom Scrubs. Il reviendra dans Felicity pour deux épisodes, dont le dernier épisode.
Il se concentre sur le rôle du Dr Christopher « Chris » Turk durant neuf saisons, de 2001 à 2010. Parallèlement, il se contente de participer à des dessins animés, jeux vidéo et clips vidéo. En 2003, il joue aussi dans la comédie romantique Filles de bonne famille.

### Passage au second plan (années 2010)
À la fin de la série, il apparait dans huit épisodes de l'éphémère  comédie FCU : Fact Checkers Unit, et fait partie de la distribution du blockbuster de science-fiction  Skyline, réalisé par Colin et Greg Strause.
Il tente de retrouver un rôle régulier à la télévision : si la comédie Love Bites est un flop qui disparait de l'antenne au bout de deux épisodes, il décroche un nouveau rôle régulier dans la sitcom, The Exes, pour quatre saisons diffusées de 2011 à 2015. La série est beaucoup moins populaire que Scrubs.
Parallèlement, il fait une courte apparition dans la comédie musicale The Hit Girls, de Jason Moore (2012), puis évolue dans le film d'action Kick-Ass 2 (2013), écrit et réalisé par Jeff Wadlow. Il y prête ses traits au Dr Gravity. Enfin, il retrouve son ami et ancien partenaire de Scrubs, Zach Braff, qui lui confie un petit rôle dans son second film en tant que réalisateur, la comédie dramatique indépendante Le Rôle de ma vie (2014).
Il alterne depuis les petits rôles dans des séries et films.

## Vie privée

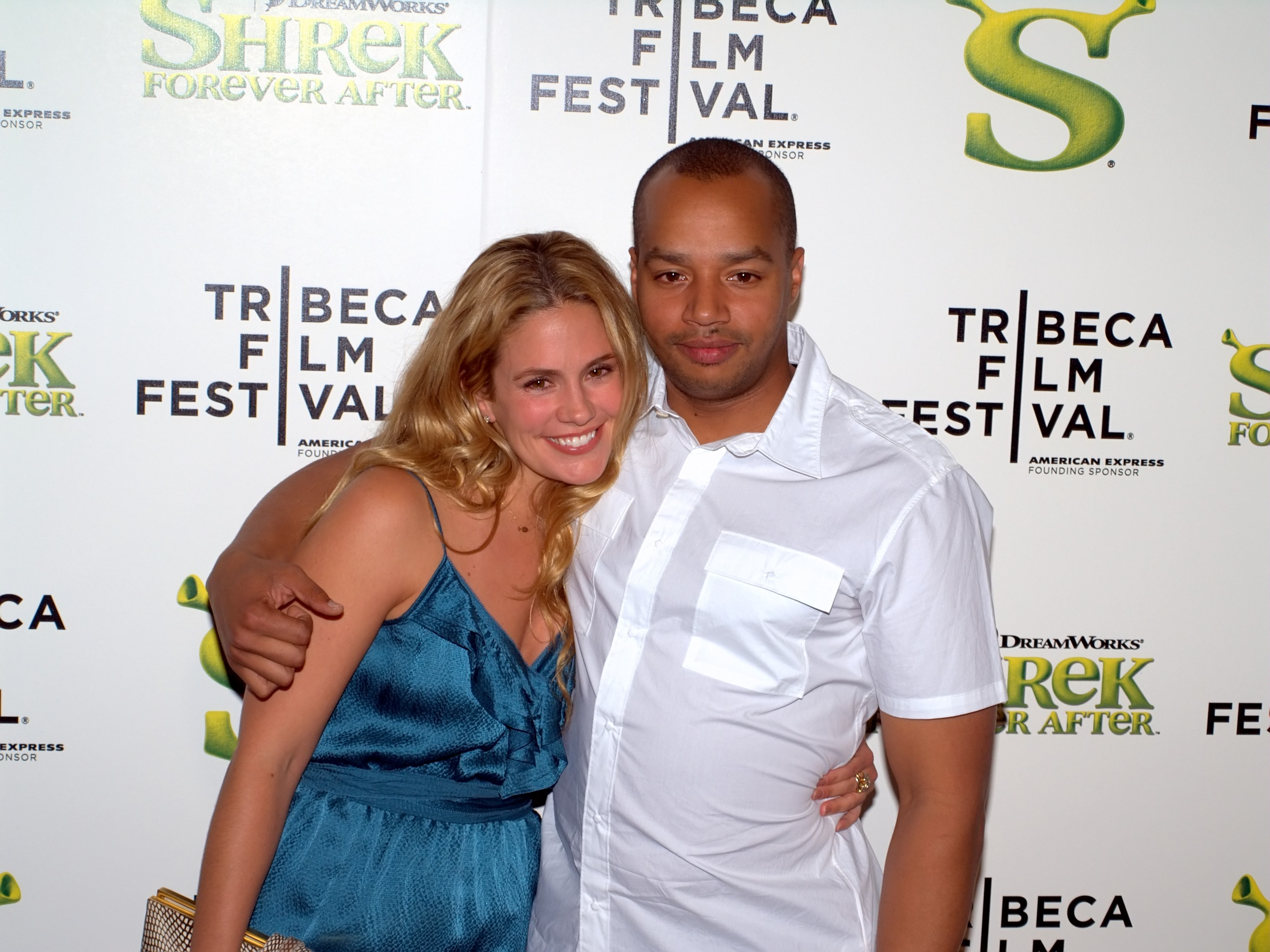
L'acteur avec sa femme CaCee Cobb au Tribeca Film Festival 2010.

Il est l'aîné des quatre frères Faison, dont Dade et Olamide, acteurs également. Il est un excellent ami de Zach Braff, dont il joue le meilleur ami dans la série Scrubs. Il a travaillé en tant que garde du corps, et videur de boîtes de nuit.
Donald a un fils, Sean Faison-Ince (né en 1996), né de sa première relation avec Audrey Ince. Puis il a été marié à Lisa Askey de 2001 à 2005. Ensemble, ils ont eu trois enfants : les faux-jumeaux Kaya et Dade (nés en 1999) et un fils, Kobe (né en 2001). Entre 2005 et 2006, Donald est sorti avec l'actrice Minka Kelly. Durant l'été 2011, Donald s'est fiancé avec sa petite-amie de longue durée Cacee Cobb. Il a ses cinquième et sixième enfants avec elle.

## Filmographie

### Cinéma
- 1992 : Juice, de Ernest R. Dickerson : un étudiant
- 1995 : Clueless, de Amy Heckerling : Murray Lawrence Duvall
- 1995 : Où sont les hommes ? (Waiting to Exhale), de Forest Whitaker : Tarik Matthews
- 1995 : New Jersey Drive : Tiny dime
- 1998 : Big Party (Can't Hardly Wait), de Harry Elfont et Deborah Kaplan : Drummer
- 2000 : Le Plus Beau des combats (Remember The Titans), de Boaz Yakin : Petey Jones
- 2001 : Bad Luck! (Double Whammy), de Tom DiCillo : Cletis
- 2001 : Josie et les Pussycats (Josie and the Pussycats), de Harry Elfont et Deborah Kaplan : D.J., membre du groupe « Dujour »
- 2002 : Méchant Menteur (Big Fat Liar), de Shawn Levy : Frank Jackson
- 2003 : Filles de bonne famille (Uptown Girls), de Boaz Yakin : Huey
- 2003 : Mon chien, ce héros ! (Good Boy!), de John Hoffman : Wilson (voix)
- 2004 : Un plan béton (King's Ransom) de Jeff W. Byrd : Andre
- 2006 : Something New, de Sanaa Hamri : Nelson McQueen
- 2009 : Next Day Air, de Benny Boom : Leo
- 2010 : Skyline, de Colin et Greg Strause : Terry
- 2012 : The Hit Girls, de Jason Moore : choriste
- 2013 : Kick-Ass 2 de Jeff Wadlow : le Dr Gravity
- 2014 : Le Rôle de ma vie (Wish I Was Here) de Zach Braff : Le concessionnaire automobile.
- 2017 : Little Evil de Elie Braich : Ami de Gary.

### Télévision
- 1996 : New York Undercover : James (1 épisode)
- 1996 - 1998 : Sabrina, l'apprentie sorcière (Sabrina, the Teenage Witch) : Dashiell
- 1996 - 1999 : Clueless : Murray Lawrence Duvall
- 1998 : Sister, Sister : Darryl (1 épisode)
- 2000 - 2002 : Felicity : Tracy
- 2001 - 2010 : Scrubs : le Dr Christopher « Chris » Turk
- 2002 - 2003 : Clone High : Toots (voix)
- 2005 - 2011 : Robot Chicken : plusieurs personnages (voix)
- 2007 : Robot Chicken: Stars Wars (téléfilm) : Docteur Evazan / Mace Windu (voix)
- 2007 : Kim Possible : Ricky Rottifle (voix) (1 épisode)
- 2008 : The Boondocks : Wedgie Rudlin (voix)
- 2008 : Robot Chicken: Stars Wars Episode II (téléfilm) : Darth Maul / Gary the Stormtrooper / Stormtrooper Nerd (voix)
- 2009 : Scrubs: Interns : le Dr Christopher « Chris » Turk
- 2009 : American Dad! : le Dr Christopher « Chris » Turk (1 épisode)
- 2010 : Robot Chicken: Stars Wars Episode III (téléfilm) : Garry the Stormtrooper (voix)
- 2011 : Love Bites : Ricky (2 épisodes)
- 2011 - 2015 : The Exes : Phil Chase
- 2012 : Tron : La Révolte : Bartik (voix) (1 épisode)
- 2018 : Star Wars Resistance : Hype Fazon (voix) (8 épisodes)
- 2020 : Emergence : Alex Evans (6 épisodes)
- 2021 : L Word : Generation Q : Tom Maultsby (saison 2 - 5 épisodes)
- 2022 : Legends of tomorrow : Booster Gold (saison 7 épisode 13)